# Ted Nugent

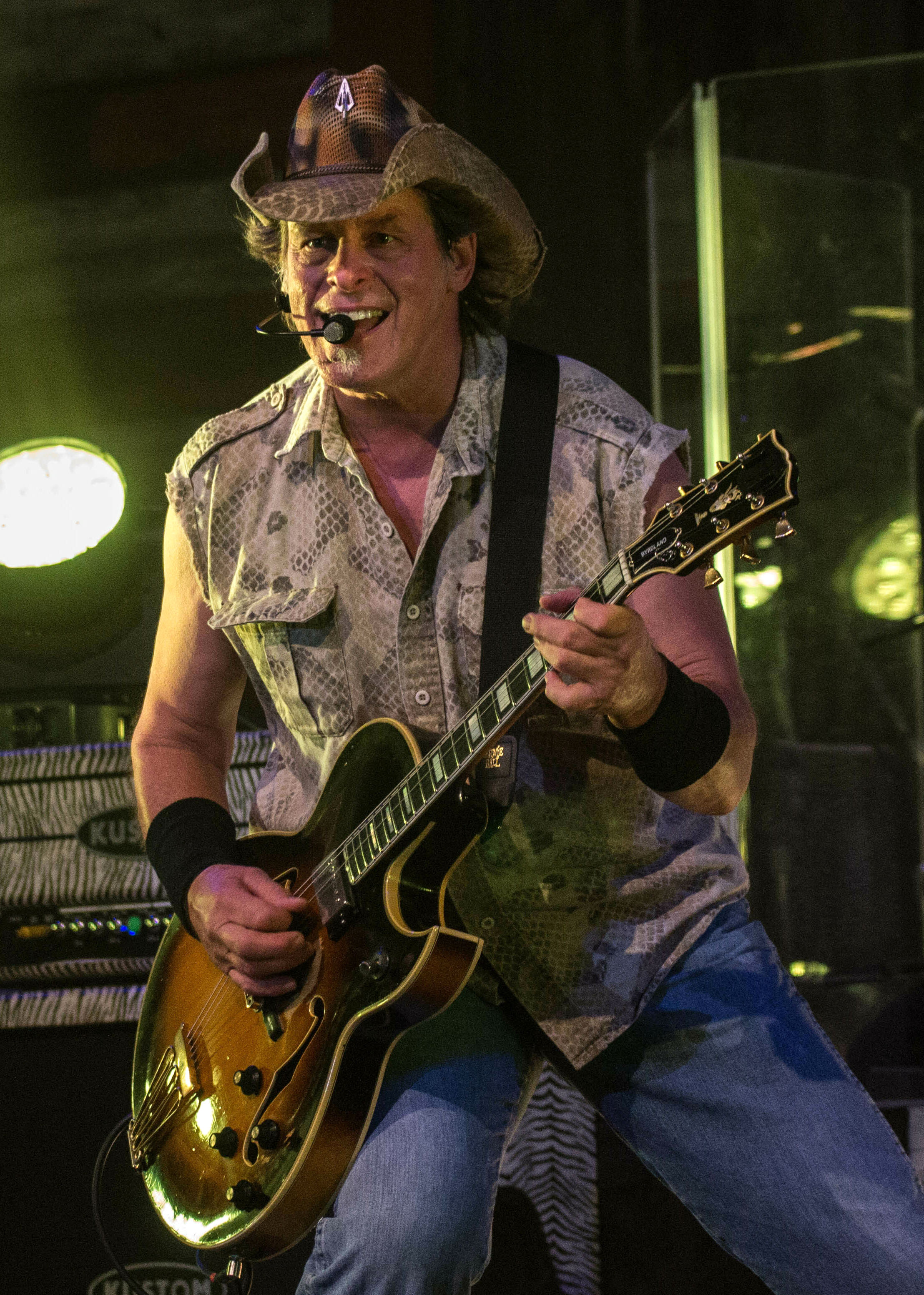
Ted Nugent in 2017

Ted Nugent (Redford (Michigan), 13 december 1948) is een Amerikaanse gitarist en zanger. Zijn muziek valt binnen de genres hardrock en heavy metal. Van 1964 tot 1975 was hij de gitarist van The Amboy Dukes. Van 1989 tot 1994 zat hij in de supergroep Damn Yankees. Naast zijn muziek zet hij zich in voor vrij wapenbezit, de jacht en natuurbescherming.
Nugent heeft gastoptredens gedaan in verschillende televisieseries zoals Miami Vice, The Simpsons en That '70s Show. Ook speelde hij de hoofdrol in verschillende realitysoaps.

## Discografie

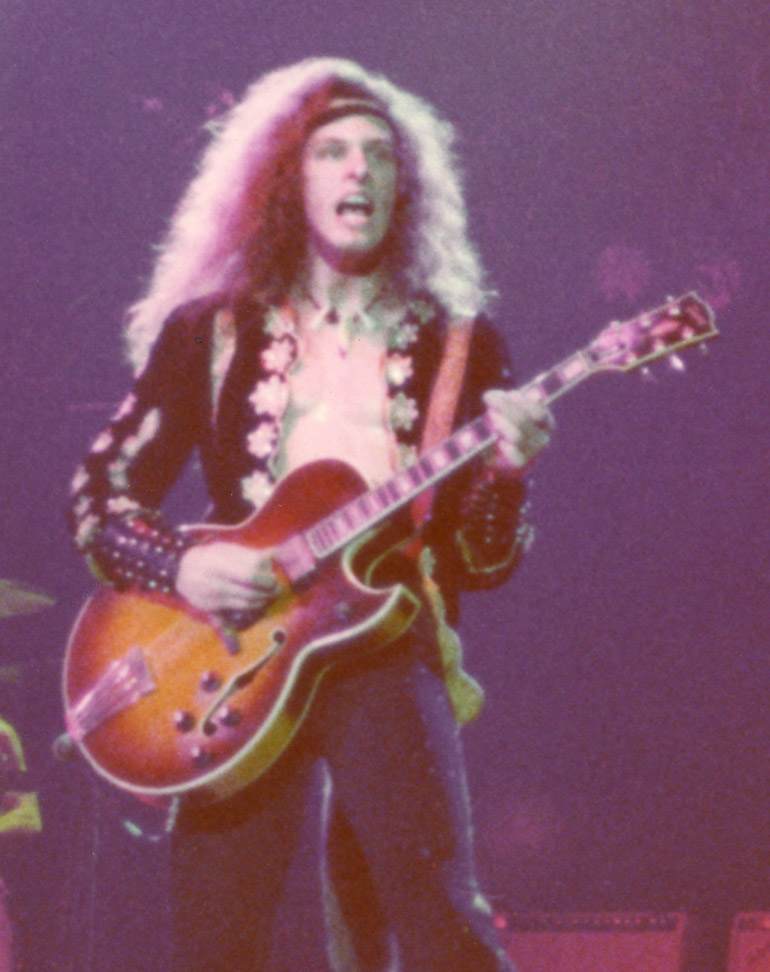
Nugent in 1979

### Studioalbums
- Ted Nugent - 1975
- Free-for-All - 1976
- Cat Scratch Fever - 1977
- Weekend Warriors - 1978
- State of Shock - 1979
- Scream Dream - 1980
- Nugent - 1982
- Penetrator - 1984
- Little Miss Dangerous - 1986
- If You Can't Lick 'Em...Lick 'Em - 1988
- Spirit of the Wild - 1995
- Craveman - 2002
- Love Grenade - 2007
- Shutup&Jam! - 2014
- The Music Made Me Do It (2018)
- Detroit Muscle (2022)

### Live-albums
- Double Live Gonzo - 1978
- Intensities in 10 Cities - 1981
- Live at Hammersmith - 1997
- Full Bluntal Nugity - 2001
- Extended Versions - 2005
- Sweden Rocks - 2006
- Motor City Mayhem - 2009
- Ultralive Ballisticrock - 2013

### Compilatie-albums
- Great Gonzos!: The Best of Ted Nugent - 1981
- Out of Control - 1993
- The Ultimate Ted Nugent - 2002

### De belangrijkste singles
- Hey Baby - 1975
- Dog Eat Dog - 1976
- Cat Scratch Fever- 1977
- Home Bound — 1977
- Yank Me, Crank Me - 1978
- Need You Bad - 1978
- Wango Tango - 1980
- Jailbait - 1981
- Land of a Thousand Dances - 1981
- The Flying Lip Lock - 1981
- Little Miss Dangerous - 1986
- Come and Take It - 2021

- Biblioteca Nacional de España: XX1050270
- Bibliothèque nationale de France: cb138980509 (data)
- Gemeinsame Normdatei: 128962445
- International Standard Name Identifier: 0000 0001 1453 6795
- Library of Congress Control Number: n91055171
- MusicBrainz: e491fae8-3a5a-438e-8368-925753fb41a1
- Nationale Bibliotheek van Tsjechië: xx0106008
- Nederlandse Thesaurus van Auteursnamen: 071889094
- SNAC: w6000zsq
- Système universitaire de documentation: 250684691
- Virtual International Authority File: 113149106222468491804